# انیدریت
انیدریت  (به انگلیسی: Anhydrite) با فرمول شیمیایی CaSO4 از مجموعه کانی هاست و از کلمه یونانی anhudros به معنای بدون آب گرفته شده‌است. CaO:۴۱٫۲٪ SO۳:۵۸٫۸٪ برای اولین بار در چکسلواکی کشف شد و از نظر شکل بلور: ورقه ای(لایه‌ای) - منشوری - هگزائدر - ماکله - دارای سطوح، رنگ: سفید - آبی - خاکستری - قرمز یا بنفش، شفافیت: نیمه شفاف، جلا: شیشه‌ای - صدفی، رخ: عالی- مطابق با سطح خوب - مطابق با سطح، سیستم تبلور: ارترومبیک و در رده‌بندی سولفات است و منشأ تشکیل آن هیدروترمال - رسوبی - است.
همایند کانی‌شناسی (پارانژ) آن ژیپس - کریولیت - کلسیت - باریتین- هالیت- ژیپس- پلیهالیتآتشفشانی - ماگماییشیارداردر اشکال منشوری است
، از نظر ژیزمان بلور- اگرگات دانه‌ای - الیافی - دانه‌ای فراوان است و بیشتر در آلمان غربی و شرقی، فرانسه، اطریش، آمریکا، شیلی و روسیه یافت می‌شود.